# Elena Tasisto
Elena Tasisto (Buenos Aires, 24 de noviembre de 1948 - Buenos Aires, 21 de septiembre de 2013) fue una actriz argentina de teatro, cine y televisión. Egresó del Conservatorio Nacional de música y artes escénicas. Comenzó su carrera actoral en 1959, formando parte de los personajes del pueblo de la obra El farsante más grande del mundo. Integró los elencos estables del Teatro Municipal General San Martín y del Teatro Nacional Cervantes de Buenos Aires. Entre sus trabajos más destacados se encuentra la obra teatral Vita y Virginia presentada en 1997 en el Teatro Municipal General San Martín, obra por la cual ganó el premio ACE de oro y Las Troyanas presentada en el Teatro Coliseo/Fundación Konex en el 2004 dirigida por Rubén Szuchmacher por la que ganó el Premio ACE a la mejor actriz protagónica.

## Trabajos teatrales
- 1959: El farsante más grande del mundo de John Synge. Teatro Odeón. Junto a Alfredo Alcón y María Rosa Gallo.
- 1961: Casa con dos puertas mala es de guardar de Calderón de la Barca. Teatro Sarmiento.
- 1962: Los Cáceres de Roberto Vagni. Teatro San Martín.
- 1963: Cada uno de nosotros de Denis Bernard.
- 1966: El proceso de Mary Dugan de Bayard Veiller. Junto a Amelia Bence, Francisco Petrone, Duilio Marzio, Mecha Ortiz, Olinda Bozán, Enrique Fava y Diana Maggi, dirigidos por Daniel Tinayre.
- 1966/1967: Un tal Servando Gómez de Samuel Eichelbaum.
- 1967: La batalla de José Luna de Leopoldo Marechal. Teatro Presidente Alvear. Con la dirección de Jorge Petraglia.
- 1968: 
  - Los mirasoles de Julio Sánchez Gardel. Teatro Nacional Cervantes. Con la dirección de Osvaldo Bonet.
  - Peribáñez y el Comendador de Ocaña de Lope de Vega. Teatro Nacional Cervantes. Con la dirección de Osvaldo Bonet.
- 1969: Adriano VII de Peter Luke. Teatro San Martín. Junto a Pepe Soriano, dirigidos por Carlos Gandolfo.
- 1970: 
  - El amor médico de Tirso de Molina. Teatro de Palermo. Junto a Adrián Turnes y Juan Vehil.
  - Último match de Juan Carlos Herme y Eduardo Pavlovsky. Teatro Nacional Cervantes.
- 1971: 
  - Caballero por milagro de Lope de Vega. Teatro Nacional Cervantes.
  - La dama boba de Lope de Vega. Teatro Nacional Cervantes. Con la dirección de Esteban Serrador.
- 1972: 
  - Las troyanas de Eurípides. Teatro San Martín. Junto a María Rosa Gallo, dirigidas por Osvaldo Bonet.
  - Barrabás de Ensor Michel de Ghelderode. Teatro Nacional Cervantes.
  - Hoy sin mañana de Carlos Pibernat (h). Teatro Nacional Cervantes.
- 1973: Los invisibles de Gregorio de Laferrère. Teatro Nacional Cervantes. Con la dirección de Mario Rolla.
- 1976 : 
  - Barranca abajo de Florencio Sánchez. Teatro San Martín. Junto a Osvaldo Terranova y Niní Gambier, dirigidos por Santángelo.
  - La melodía fatal de Leal Rey. Teatros de San Telmo. Con la dirección de Jorge Petraglia.
- 1977/1978: 
  - Don Juan de Moliére. Teatro San Martín.
  - El reñidero de Sergio de Cecco. Teatro San Martín. Con la dirección de Santángelo.
- 1977/1980: La casa de Bernarda Alba de Federico García Lorca. Teatro San Martín. Junto a María Rosa Gallo y María Luisa Robledo, dirigidas por Alejandra Boero.
- 1978: El jardín de los cerezos de Anton Chéjov. Teatro San Martín. Junto a Alicia Berdaxagar, Osvaldo Bonet y Alfonso de Grazia.
- 1979: 
  - Juan Gabriel Borkman de Henrik Ibsen. Teatro San Martín. Junto a Alfonso de Grazia y María Luisa Robledo.
  - El diablo en la cortada, dos obras fusionadas de Carlos Mauricio Pacheco y José Antonio Saldías. Teatro San Martín.
- 1980: Hamlet de William Shakespeare. Teatro San Martín. Junto a Alfredo Alcón, Graciela Araujo y Roberto Carnaghi, dirigidos por Omar Grasso.
- 1981/1982: El mago (El alquimista) de Ben Jonson. Teatro San Martín.
- 1982: El burgués gentilhombre de Moliére. Teatro San Martín. Junto a Osvaldo Terranova, dirigidos por José María Paolantonio.
- 1983: Don Gil de las calzas verdes de Tirso de Molina. Teatro San Martín.
- 1983/1984: María Estuardo de Friedrich Schiller. Teatro San Martín. Junto a Graciela Araujo, dirigidas por Santángelo.
- 1984/1985: Primaveras de Aída Bortnik. Teatro San Martín.
- 1986: Stéfano de Armando Discépolo. Teatro San Martín. Junto a Alfonso de Grazia.
- 1987: 
  - Las brujas de Salem de Arthur Miller. Teatro San Martín. Junto a Arturo Bonín y Emilia Mazer, dirigidos por Oscar Fessler.
  - Borges y el otro, sobre textos de Jorge Luis Borges. Teatro San Martín.
- 1988: 
  - Rey Lear de William Shakespeare. Teatro San Martín. Junto a Walter Santa Ana y Aldo Braga, dirigidos por Laura Yusem.
  - Delicado equilibrio de Edward Albee. Teatro San Martín. Con la dirección de Roberto Castro.
- 1989: Morgan de Griselda Gambaro. Teatro San Martín.
- 1990: 
  - Cartas de amor de A.R. Gurney. Junto a Claudio García Satur, dirigidos por Oscar Barney Finn.
  - Oh, querido Tennessee, sobre textos de Tennessee Williams. Teatro Regina. Junto a María Rosa Gallo, Alejandra Boero, Pablo Alarcón, Jorge Marrale y Graciela Araujo, dirigidos por Oscar Barney Finn.
- 1997: Vita y Virginia de Eileen Atkins. British Arts Centre. Junto a Leonor Benedetto, dirigidas por Oscar Barney Finn.
- 1999: 
  - Isabel sin corona de Kado Kostzer. British Arts Centre.
  - La vida es sueño de Calderón de la Barca. Teatro San Martín. Junto a Víctor Laplace.
- 2001: Los derechos de la salud de Florencio Sánchez. Teatro San Martín. Junto a Raúl Rizzo y Beatriz Spelzini.
- 2002: La casa de Bernarda Alba de Federico García Lorca. Teatro San Martín. Junto a Mirta Busnelli y Lucrecia Capello.
- 2004: 
  - Panorama desde el puente de Arthur Miller. Teatro San Martín. Junto a Arturo Puig y Carolina Fal.
  - En casa/En Kabul de Tony Kushner. Teatro San Martín. Junto a Laura Novoa y Alberto Segado, dirigidos por Carlos Gandolfo.
  - Las troyanas de Eurípides. Teatro Coliseo/Fundación Konex. Junto a Ingrid Pelicori y Horacio Peña, dirigidos por Rubén Szuchmacher.
- 2005: Enrique IV de Luigi Pirandello. Teatro San Martín. Junto a Alfredo Alcón, dirigidos por Rubén Szuchmacher.
- 2006: Recital Ibsen, sobre textos de Henrik Ibsen. Teatro San Martín. Junto a Alfredo Alcón, dirigidos por Alejandro Tantanian.
- 2007/2008: La Celestina de Fernando de Rojas. Teatro Regio. Junto a Julieta Díaz (luego Malena Solda, luego Dolores Ocampo) y Sergio Surraco.
- 2011/2012: Los poetas de Mascaró, sobre textos de varios autores. Centro Cultural de la Cooperación. Con la dirección de Leonor Manso.
- 2012: El especulador de Honoré de Balzac. Teatro San Martín. Junto a Daniel Fanego, dirigidos por Francisco Javier.

## Filmografía
- 1962: Dar la cara. Dir. José Martínez Suárez. (no acreditada)
- 1977: La muerte de Sebastián Arache y su pobre entierro (doblaje de voz). Dir. Nicolás Sarquís.
- 1978: Comedia rota. Dir. Oscar Barney Finn.
- 1979: La isla. Dir. Alejandro Doria.
- 1980: Rosa de lejos. Dir. María Herminia Avellaneda.
- 1982: Últimos días de la víctima. Dir. Adolfo Aristarain.
- 1984: Camila. Dir. María Luisa Bemberg.
- 1985: Contar hasta diez. Dir. Oscar Barney Finn.
- 1986: El negociante de almas (editada en video). Dir. Rodolfo Ledo.
- 1989: Cuatro caras para Victoria (voz en off). Dir. Oscar Barney Finn.
- 1990: Yo, la peor de todas (doblaje de voz). Dir. María Luisa Bemberg. (no acreditada)
- 1997: Momentos robados. Dir. Oscar Barney Finn.

## Televisión
- Teatro en su hogar (1967)
- Teatro psicológico (1967)
- Testimonios de hoy (1968)
- Cosa juzgada (1969)
- El hombre que volvió de la muerte (1969)
- Gran teatro universal (1970)
- Las grandes novelas (1970-1972)
- Hospital privado (1970)
- Los grandes relatos (1971)
- Ciclo de teatro argentino (1971)
- Alta comedia (1972-1974)
- El barón de Brankován, "El exterminador" (1973)
- Los mejores (1973)
- El teatro de Jorge Salcedo (1974)
- Cuentos para la noche (1976)
- Una escalera al cielo (1979)
- Los especiales de ATC (1979)
- Rosa de lejos (1980)
- El mundo del espectáculo (1981)
- Nosotros y los miedos (1982)
- Noche estelar (1982)
- Los siete pecados capitales (1982)
- Jugarse entero (1983)
- Rompecabezas (1985)
- Momento de incertidumbre (1985)
- Seis personajes en busca de autor (1986)
- Muchacho de luna (1986)
- Oh querido Tennessee (1987)
- Contracara (1988)
- Atreverse (1990-1991)
- Pasión (1991)
- Amores (1992)
- Luces y sombras (1992-1993)
- Grande Pá! (1994)
- Alta comedia (1994-1997)
- Fiscales (1998)
- Cuentos de película (2001)

## Radio
Trabajó en la década de los '90 en el programa radioteatral, Las dos carátulas, con Nora Massi, Alfredo Alcón, Norma Aleandro y Luis Ordaz.

## Discografía
- 2012: "Voces 5 - La infancia" - Junto a Rodolfo Bebán - Complejo Teatral de Buenos Aires.

## Premios
- 1968 Premio Talía - Revelación
- 1977 Premio Molière - Mejor Actriz
- 1983 Premio Cóndor de Plata - mejor actriz de reparto "Últimos días de la víctima"
- 1991 Premio Konex - Mejor Actriz dramática de radio y televisión
- 1997 Premio ACE de oro - Protagonista Vita y Virginia
- 1998 Premio Estrella de Mar - mejor actriz protagónica Vita y Virginia
- 1999 Premio ACE - mejor unipersonal Isabel sin Corona
- 2001 Premio Konex - Diploma al Mérito Actriz de teatro
- 2001 Premio Pablo Podestá - trayectoria
- 2004 Premio ACE - mejor actriz protagónica en drama Las troyanas y En casa/En Kabul
- 2005 Premio Clarín - mejor actriz en teatro Las troyanas y Enrique IV
- 2010 Premio Florencio Sánchez - trayectoria
- 2011 Premio Konex de Platino - Actriz de teatro de la década[1]

## Otros datos
- A lo largo de su carrera, Elena Tasisto ha representado a todas las hijas y a la misma Bernarda en la obra La casa de Bernarda Alba.[4]

- En el año 2004 se presenta en la obra En Casa/En Kabul donde monologa durante una hora.[5]

- Ha participado de diferentes ediciones del ciclo Teatrísimo, a beneficio de la Casa del Teatro, con obras como El tiempo y los Conway, Sonata de otoño, 13 a la mesa, ¡Felices fiestas, León!, entre otras.